# Typhlodromips ishikawai
Typhlodromips ishikawai är en spindeldjursart som först beskrevs av Ehara 1972.  Typhlodromips ishikawai ingår i släktet Typhlodromips och familjen Phytoseiidae. Inga underarter finns listade i Catalogue of Life.